# تصویرگونگی
تصویرگونگی یا شمایل‌گونگی (Iconicity) از مفاهیم مورد بحث در زبان‌شناسی و نشانه‌شناسی است.
این مفهوم به این موضوع اشاره دارد که در برخی از کلمات و نشانه‌های به‌کاررفته در زبان می‌توان تأثیر معنی مورد نظر را دید و همه واژه‌ها و نشانه‌ها به‌طور تصادفی برای بیان معانی انتخاب نشده‌اند.
سه اصل در تصویرگونگی شناخته شده‌است:
- اصل کمیت که می‌گوید: اگر مفهومی که قرار است بیان شود پیچیده باشد واژه‌ها و جملاتی که استفاده می‌شود هم ناخودآگاه (گاه بدون دلیل کاربردی) پیچیده و طولانی بیان می‌شود.
- اصل نزدیکی که می‌گوید: اگر معنا و مفهومی که می‌خواهد بیان شود در فاصله از ما قرار دارد، ترکیب‌هایی از کلمات را استفاده می‌کنیم که این فاصله‌اندازی در آن دیده می‌شود.
- اصل ترتیب: توالی و ترتیب رویدادهایی که قرار است بیان شود را می‌توان در ترتیب استفاده از کلمات و جملات دید.

در همین راستا، نام‌آواها، رابطه بزرگی آوا، و فاصله‌گیری، از نمونه‌های تصویرگونگی هستند.

## نام‌آواها
نمونه‌های اصلی تصویرگونگی، نام‌آواها هستند که همان کلماتی هستند که به تقلید از صداهای شنیده شده ساخته‌شده‌اند، برای نمونه «قوقولی‌قوقو»، یا «چکاچک» شمشیرها، «چکه»، «جیرینگی» و غیره.

## رابطه بزرگی آوا
برای نمونه بر مبنای پژوهش‌های انجام‌شده توسط زبان‌شناسان در بسیاری از موارد، واژه‌هایی که برای اشاره به اجسام یا مفاهیم بزرگ به کار می‌روند آواهایی مانند «اُ» دارند (نمونه: کلمهٔ فارسی «بُزُرگ» یا کلمه آلمانی: Gross) زیرا برای ادای «اُ» مجرای آوایی بزرگ‌تری نیاز است و در همین حال کلماتی مانند «کوچیک» فارسی، Kitze آلمانی (به معنی گربه کوچک، و Petit فرانسوی به معنی کوچک، شامل حرف i (ای) هستند که برای تولید آن مجرای آوایی کوچک‌تری نیاز است.

## فاصله‌گیری
تأثیر معنای مورد نظر در شیوه بیان و کاربرد واژه‌ها که جزئی از تصویرگونگی به‌شمار می‌آید را می‌توان برای نمونه در این جمله از بیل کلینتون که متهم به داشتن ارتباط جنسی با منشی خود مونیکا لوینسکی شده‌بود دید:
من با آن زن ارتباط جنسی نداشتم، با خانم لووینسکی.
که به جای «من با خانم لوینسکی ارتباط جنسی نداشتم» استفاده شده و در آن می‌توان تأثیر فاصله‌جویی ناخودآگاه بیل کلینتون از مونیکا لوینسکی را مشاهده کرد.
نمونه دیگر فاصله‌گیری:
زمانی که به‌جای:
برو بیرون!
از جملهٔ
از شما می‌خواهم که خانه مرا ترک کنید!
استفاده شود، فاصله‌گیری و فاصله‌خواهی باعث تولید چنین جمله‌ای شده‌است.